# 5057 Вікс
(5057) 1987 DC6 (1987 DC6, 1937 CC, 1959 CG, 1976 GM) — астероїд головного поясу, відкритий 22 лютого 1987 року.
Тіссеранів параметр щодо Юпітера — 3,187.